# Cichla melaniae
Cichla melaniae är en fiskart som beskrevs av Kullander och Ferreira 2006. Cichla melaniae ingår i släktet Cichla och familjen Cichlidae. Inga underarter finns listade i Catalogue of Life.